# 广州血液中心
广州血液中心於1960年成立，位于越秀区麓苑路31号，处于城市中心，毗邻麓湖公园，主要處理血液採集的工作，是直属广州市卫生局管理的事业单位。

## 外部連結
- 广州血液中心官方網址 （页面存档备份，存于）
- 零距离接触广州血液中心医务人员：多献一次 多救一命
- 我的血捐到哪了？上广州血液中心网站可查询